# Richard Stone (econoom)
Sir John Richard Nicholas Stone (Londen, 30 augustus 1913 – Cambridge, 6 december 1991) was een Brits econoom. Hij won in 1984 de prijs van de Zweedse Rijksbank voor economie voor het ontwikkelen van een accountingmodel waarmee economische activiteiten op nationaal niveau (en later ook internationaal niveau) bepaald konden worden.
Stone studeerde aanvankelijk rechten aan de Universiteit van Cambridge, maar stapte onder invloed van John Maynard Keynes over naar de economie in 1935. Na zijn afstuderen werkte hij aanvankelijk bij een makelaarskantoor, maar in 1940 stapte hij op uitnodiging van Keynes over naar het Britse Bureau voor de Statistiek. Na de Tweede Wereldoorlog werd hij directeur van een nieuw bureau voor toegepaste economie aan de Universiteit van Cambridge. Hij bekleedde deze functie tot 1955, toen hij werd benoemd tot hoogleraar financiering en accounting aan dezelfde universiteit. In 1980 ging hij met emeritaat.
Met behulp van de methode van Stone werden in 1941 de eerste officiële schattingen van de Britse nationale inkomsten en uitgaven gemaakt. Het leeuwendeel van zijn werk verrichtte hij in de jaren 50, toen hij de eerste concrete statistische methode ontwikkelde waarmee investeringen, overheidsuitgaven en consumptie konden worden bepaald. Deze modellen resulteerden in een nationaal boekhoudsysteem. Stone werkte verder aan zijn modellen voor internationale organisaties als de Verenigde Naties.
Hij werd geridderd in 1978.

## Werken
- Als coauteur (met J.E. Meade):
  - National Income and Expenditure (1944)
- Als auteur:
  - Input-Output and National Accounts (1961)
  - Mathematics in the Social Sciences and Other Essays (1966)
  - Mathematical Models of the Economy and Other Essays (1970).

- Bibsys: 4013344
- Bibliothèque nationale de France: cb12292086p (data)
- CiNii: DA01317793
- Gemeinsame Normdatei: 132345927
- International Standard Name Identifier: 0000 0001 0881 8219
- Library of Congress Control Number: n2005016262
- Mathematics Genealogy Project: 130702
- Bibliotheek van het Japanse parlement: 00526519
- Nationale Bibliotheek van Tsjechië: jn20000605171
- Nationale Bibliotheek van Israël: 987007599369405171
- Nationale Bibliotheek van Polen: a0000002779379
- Nederlandse Thesaurus van Auteursnamen: 068909772
- Istituto Centrale per il Catalogo Unico: LO1V037275
- LIBRIS: 307022
- SNAC: w64r7qqd
- Système universitaire de documentation: 031766617
- Virtual International Authority File: 27130268
- WorldCat: E39PBJfMfFfWHyxCjHBY84KmVC

1969: Frisch, Tinbergen ·
1970 : Samuelson ·
1971: Kuznets ·
1972: Hicks, Arrow ·
1973: Leontief ·
1974: Myrdal, Hayek ·
1975: Kantorovitsj, Koopmans ·
1976: Friedman ·
1977: Ohlin, Meade ·
1978: Simon ·
1979: Schultz, Lewis ·
1980: Klein ·
1981: Tobin ·
1982: Stigler ·
1983: Debreu ·
1984: Stone ·
1985: Modigliani ·
1986: Buchanan ·
1987: Solow ·
1988: Allais ·
1989: Haavelmo ·
1990: Markowitz, Miller, Sharpe ·
1991: Coase ·
1992: Becker ·
1993: Fogel, North ·
1994: Harsanyi, Nash, Selten ·
1995: Lucas ·
1996: Mirrlees, Vickrey ·
1997: Merton, Scholes ·
1998: Sen ·
1999: Mundell ·
2000: Heckman, McFadden ·
2001: Akerlof, Spence, Stiglitz ·
2002: Kahneman, Smith ·
2003: Engle, Granger ·
2004: Kydland, Prescott ·
2005: Aumann, Schelling ·
2006: Phelps ·
2007: Hurwicz, Maskin, Myerson ·
2008: Krugman ·
2009: Ostrom, Williamson ·
2010: Diamond, Mortensen, Pissarides ·
2011: Sims, Sargent ·
2012: Roth, Shapley  ·
2013: Fama, Hansen, Shiller  ·
2014: Tirole  ·
2015: Deaton  ·
2016: Hart, Holmström ·
2017: Thaler ·
2018: Nordhaus, Romer ·
2019: Banerjee, Duflo, Kremer ·
2020: Milgrom, Wilson ·
2021: Imbens, Angrist, Card ·
2022: Bernanke, Diamond, Dybvig ·
2023: Goldin ·
2024: Acemoglu, Johnson, Robinson